# Carlo Orlandi (boxe anglaise)
Pour les articles homonymes, voir Orlandi.
Carlo Orlandi (né le 23 avril 1910 à Milan et mort dans la même ville le 29 juillet 1983) est un boxeur italien.

## Biographie
Carlo Orlandi devient champion olympique des poids légers aux Jeux d'Amsterdam en 1928 après sa victoire en finale contre l'Américain Steve Halaiko. Orlandi passe professionnel l'année suivante et remporte le titre de champion d'Italie de la catégorie en 1930 puis le titre européen EBU en 1934. Il décroche également le titre national des poids welters le 18 avril 1941 aux dépens de Michele Palermo.

## Parcours auxJeux olympiques
Jeux olympiques d'été de 1928 à Amsterdam (poids légers) :
- Bat Robert Sanz (Espagne) aux points
- Bat Cecil Bissett (Rhodésie) par KO au 1er round
- Bat Hans Jacob Nielsen (Danemark) aux points
- Bat Steve Halaiko (États-Unis) aux points